# Птичи грип
Птичият грип е вид грип, вирулентен при птиците. Описан е за първи път в Италия през 1878 г. като „птича чума“, а през 1955 г. става ясно, че е разновидност на грипните вируси; понастоящем е известно, че съществува по целия свят.

## Заразяване
Причинител е вирусът на птичия грип (ПГ). Всички ПГ-вируси принадлежат към рода на грипния вирус А от семейство Orthomyxoviridae и са сегментирани РНК вируси с отрицателна верига.
Птичият грип се разпространява по въздуха и чрез изпражненията. Дивите птици често изпълняват ролята на резистентни носители, предавайки го на по-чувствителни домашни породи. Може да се предава и чрез заразени храна, вода, инвентар и облекло. Няма доказателства, че вирусът може да оцелее в месо, подложено на щателна термична обработка.
Котките също се смятат за възможни вектори на заразата за H5N1 щамовете птичи грип (Kuiken et al., 2004).
Инкубационният период е от 3 до 5 дни. Симптомите при животните варират, но вирулентните щамове могат да причинят смърт в разстояние от няколко дни.
От януари 2004 всички известни случаи на птичи грип при хора са се появили в Югоизточна Азия. Има сведения за около 120 случая. Около половината от пациентите в тези случаи са починали. В почти всички случаи е установено, че заразяването с вируса е станало от пилета.
Всички вируси на птичия грип (ПГ) са грипни вируси от тип A от семейството вируси Orthomyxidae и се разделят на подтипове на основата на хемаглутининови (H) и невраминидазни (N) белтъчни шипове от централното ядро на вируса.
Има 16 H-типа, всеки от които има до 9 N-подтипа, което прави 144 различни H и N комбинации. Освен това всички ПГ-вируси се причисляват към два патотипа – с ниска (НППГ) и висок (ХППГ) патогенност в зависимост от вирулентността им в популациите от домашни птици.
От 16-те познати H-типове само за подтиповете H5, H7 и H9 е известно, че са способни да преминат през видовата бариера между птиците и хората. Има опасения, че ако вирусът на птичия грип претърпи антигенно изместване с вируса на човешкия грип, полученият нови подтип би бил и силно заразен, и силно летален при хората. Такъв подтип би предизвикал глобална пандемия, подобна на тази, която причинява смъртта на над 50 милиона души през 1918 г. (въпреки че много различни източници цитират дори по-висок среден брой, достигащ в някои случаи 100 милиона). Много експерти в областта на здравеопазването се безпокоят, че един вирус, който мутира до точката, в която може да премине видовата бариера (например от птици към хора), неминуемо ще мутира до точката, в която ще може да се предава от човек на човек. В тази точка е заплахата от пандемия става реална.
В началото на октомври 2003 г. изследователите оповестяват, че успешно са реконструирали вируса на испанския грип. Генната секвенция показва, че епидемията от 1918 г. е била причинена от вирус на птичи грип, който се предавал пряко от птици на хора. Реконструираният вирус силно се различава от нормалните човешки вируси по това, че засяга белодробни клетки, които нормално биха били устойчиви към вируса.
Само грипните вируси от тип A могат да заразяват птици. Всички познати подтипове на грипните вируси от тип A могат да заразяват птици.
Между подтиповете, които обикновено заразяват и хора, и птици, обаче, има съществени генетични различия. Сред подтиповете на вирусите на птичия грип, също така, има различни щамове. Намират се H5 и H7 ПГ-вируси както в „нископатогенни“, така и във „високопатогенни“ форми в зависимост от генетичните свойства и сериозността на заболяването, което предизвикват при домашните птици. H9 вирусът е откриван само в „нископатогенна“ форма.
От 1997 г. при хората са потвърдени следните форми на ПГ-вируса: H5N1, H7N2, H7N3, H7N7 и H9N2.

### H5N1
H5N1 е високопатогенна форма на птичи грип. От 1997 г. нашествия на H5N1 са предизвикали смъртта или бракуването на десетки милиони птици. Над 100 души са били заразени с H5N1 при смъртност от около 50%. H5N1 е причина за силно безпокойство поради заплахите, че щамът H5N1 може да еволюира до форма, способна да предизвика глобална пандемия сред хората.

### H7N2
След едно нашествие на H7N2 сред домашните птици през 2002 г. при 44 души е установено заразяване във Вирджиния, САЩ.

### H7N3
В няколко птицеферми в Северна Америка през февруари 2004 г. е потвърдено присъствието на щама H7N3. Към април 2004 18 птицеферми са поставени под карантина, за да се прекрати разпространението на вируса. В този район са установени два случая на заразяване на хора.

### H7N7
През 2003 г. в Холандия, след нашествие на вируса в няколко ферми, при 89 души е установено заразяване с H7N7. Регистриран е един смъртен случай.

### H9N2
Този тип е документиран само в нископатогенна форма. Установени са три заразявания на хора (в Китай и Хонконг), като и тримата пациенти са се възстановили.

## Предпазване и лечение
Въпреки че птичият грип при хората може да се установи със стандартни изследвания за грип, тези изследвания не винаги се оказват надеждни. През март 2005 г. Световната здравна организация обявява, че при седем виетнамци, при които първоначалните изследвания за птичи грип били отрицателни, по-късно било установено, че носят вируса. И седемте са се възстановили. Към 6 май най-надеждното изследване (микронеутрализация) изисква използването на жив вирус, който да взаимодейства с антителата от кръвта на пациента. Тъй като е необходим жив вирус, от съображения за безопасност изследването може да се извършва само в лаборатория с трето ниво на безопасност.
Противовирусните лекарства понякога са ефективни както при лечение, така и при предпазване от заболяването, но в историята на медицината нито един вирус не е бил реално излекуван. Изработването на ваксините отнема най-малко 4 месеца и за всеки нов подтип е необходима нова ваксина.
Освен това, в резултат на широкото използване на антивирусото лекарство амантидин за предпазване или лечение на пилета в Китай от края на 90-те години на миналия век, някои щамове на ПГ-вируса в Азия са развили резистентност към амантидина.. Пилетата в Китай са получили около 2,6 милиарда дози амантидин от началото на 2004 г. до май 2005 г. Използването на амантидин по този начин е в разрез с международните норми за животновъдството, но китайското правителство го пази в тайна по начин, напомнящ секретността около ранното разпространение на SARS.

## Епидемия
Първият случай на разпространение на вируса от птица на човек е регистриран по време на епидемия в птицеферма в Хонконг през 1997 година. Вирусът причинява сериозни респираторни заболявания на 18 души, шестима от които почиват.
Епидемията избухва сред птиците в осем страни в Азия: Камбоджа, Китай, Индонезия, Япония, Южна Корея, Тайланд и Виетнам в края на 2003 и началото на 2004 г. По това време 100 милиона птици в тези страни умират вследствие на болестта или са убити в опитите за спиране на разпространението на болестта.
До март 2004 година се смята, че епидемията е под контрол. От юни 2004 година са регистрирани нови случаи на птичи грип в няколко азиатски страни (Камбоджа, Китай, Индонезия, Малайзия, Тайланд и Виетнам).
От 8 октомври 2005 г. България е застрашена непосредствено от птичи грип, тъй като са установени болни птици в Румъния и Турция, а в Турция – и болни хора.

## Указания на Кризисния щаб на Р. България от 9 януари 2006 г.

### Основна информация
1. Птичият грипен вирус А (Н5N1) причинява инфекция, която засяга най-често дивите птици, но може да се разпространи и сред домашните птици, напр. кокошки, патици и др.
2. Заразените птици отделят вируси със слюнката, носния секрет и изпражненията си и те интензивно се разпространяват сред възприемчивите здрави птици.
3. В редки случаи вирусът може да предизвика заболяване и при хора, имали директен контакт с болни птици.
4. Източник на зараза за човека са птиците – домашни (кокошки, патици) и диви (главно водоплаващи – патици и гъски). Патиците могат да бъдат източник на инфекция дори и когато са напълно здрави.
5. Инфекцията с вирус А (Н5N1) при хора може да причини тежко заболяване и смърт. Все още няма ваксина за предпазване на хората от този вирус.
6. Хората се заразяват при:
  - директен контакт с инфектираните птици (болни или носители на вируса). Най-често това става при по-продължителни и интензивни контакти, напр. свързани с грижи за домашни птици;
  - при контакт със замърсени от птиците предмети и повърхности;
  - при контакт със секреции и птичи тор, където концентрацията на вируса е много висока.
7. Заразяването на хора става най-често посредством замърсени ръце, по-рядко при директно попадане на пръски, съдържащи вирус, върху лигавиците или при вдишване на вируса. Счита се, че известен риск съществува и при консумиране на продукти от птичи произход, които не са обработени термично.
8. Няма данни за възникване на заболявания при хора след консумация на обработени птиче месо и яйца, защото птичите грипни вируси загиват при термичната обработка на храната.

### Предпазни мерки при разпространение на грип А (Н5N1) при птиците и/или при възникване на заболявания при хора
1. Да се избягват директни контакти, когато това е възможно, с живи и видимо здрави, както и с болни, или умрели домашни птици.
2. Да не се пипат предмети и повърхности, замърсени с птичи изпражнения или секреции.
3. Да се избягват изобщо всякакви контакти с диви птици. Във връзка с риска от носителство на грипния вирус А (Н5N1) сред дивите водоплаващи птици стриктно да се спазва забраната за ловуването им.
4. Да се спазва висока лична хигиена, най-вече често и внимателно измиване на ръцете със сапун и вода в продължение на 15 – 20 секунди. При липса на условия за миене може да се използват влажни хигиенни кърпички за ръце, както и дезинфектанти за ръце.
5. Да не се консумират сурови или полусурови птиче месо или продукти от птичи произход.
6. Много добре да се обработват термично (достатъчно висока температура, за достатъчно дълго време) всички продукти от птичи произход, включително и яйцата, при приготвяне на храната. Това гарантира унищожаване на вируса на птичия грип.
7. Да се спазват определени хигиенни изисквания, когато се приготвя храна:
  - Суровото месо трябва да се съхранява отделно от сготвените и всички други храни.
  - Да не се използват едни и същи нож и дъска за рязане на суровото месо и другите храни (сготвени, или такива, които се консумират сурови).
  - Да не се пипа нито сурова, нито готвена храна, преди да се измият ръцете.
  - Да не се поставя сготвеното месо в същия съд, в който е било преди термичната обработка.
  - Всички продукти от птичи произход трябва да бъдат добре обработени термично (висока температура, за достатъчно продължително време). Да не се консумират сурови и рохки яйца.
  - Яйцата да се измиват със сапун и вода непосредствено преди приготвянето им, след което внимателно да се измият и ръцете.
  - Да не се използват сурови или недоварени яйца при приготвяне на ястия, които не подлежат на термична обработка.
8. След обработка на сурово птиче месо и яйца, които може да са замърсени с вируса на птичия грип (както и с други микроорганизми), ръцете, използваните съдове и повърхности трябва да се измиват веднага със сапун и вода.
9. Самонаблюдение за поява на симптомите, типични за заболяването при човек – респираторни или инфекция на очите (повишена температура, силно неразположение, кашлица, затруднено дишане, хрема и/или конюнктивит), в рамките на 10 дни след евентуално заразяване (контакт с болни и съмнително болни птици, или с повърхности, които може да са били замърсени от болни и умрели птици).
10. При възникване на заболяване с температура, кашлица, затруднено дишане, или при каквото и да е друго заболяване в този 10-дневен период консултацията с личния лекар или със специалист по инфекциозни болести е задължителна. Лекарят трябва да бъде информиран за симптомите и за възможността да се касае за заразяване с птичи грип във връзка с контакт с болни птици или с пребиваване в заразена зона преди началото на заболяването, за местата, които са посещавани, за директен контакт с птици или с болни и съмнително болни от птичи грип лица.
11. Заболелите с предполагаема диагноза птичи грип трябва да бъдат изследвани лабораторно за потвърждаване на диагнозата.
12. За предпазване на близките контактни лица болните трябва да спазват добра хигиена. По възможност да използват марлена маска, да използват еднократни носни кърпи, които могат да се изгарят.

## Мерки, предприети от други европейски страни
Към 12 януари са предприети следните действия:
- Германия: Властите предупреждават домашните птици да бъдат отглеждани на закрито. Берлин възнамерява да засили и граничния контрол.
- Румъния: Министерство на външните работи отправя призив към румънските граждани да избягват пътувания в Турция, но ако такива все пак се налагат, да бъде вземани необходимите превантивни мерки. Гранична полиция и митническите служители също са призовани „да засилят контрола“ над пътници, идващи от Турция.
- Швейцария: Граничните и митнически власти засилват контрола по летищата с цел предотвратяване на опити за внос на живи птици или птиче месо от Турция.
- Холандия: Голяма част от депутатите настояват за засилен контрол по летищата на пътниците, идващи от Турция, но правителството не е предприело конкретни мерки.
- Дания: Митническите власти конфискуват 5 тона хранителни продукти, открити в багажите на пътници, пристигащи в страната от Турция.
- Гърция: Властите засилват контрола, особено в района на Еврос, в североизточната част на страната, която граничи с Турция. Автомобилите, пристигащи от Турция, се дезинфекцират. На национално равнище властите призоваха в малките семейни ферми птиците да се отглеждат на закрито.
- България: Строги превантивни мерки въвеждат властите в България. Автомобилите, влизащи в страната от Турция, се дезинфекцират, а вносът на птици, птичи продукти и яйца е забранен.
- Хърватия: Днес правителството трябва да реши дали да налага мерки за дезинфекциране на пътниците, идващи от Турция, както и за засилване на контрола над птичи продукти от Турция.
- Естония: Ветеринарните власти обявяват, че до края на следващия месец ще инспектират всички птицеферми в страната, а техните собственици са призовани да държат птиците на закрито.
- Русия: Руските власти засилват контрола по границите.
- ЕС: Европейската комисия обявява серия от превантивни мерки за борба с разпространението на птичи грип след случаите на опасното заболяване в Турция, Румъния и Хърватия. В понеделник Брюксел е забранил вноса на необработена перушина от шест съседни на Турция държави: Азербайджан, Армения, Грузия, Сирия, Иран и Ирак.